# Апокалиптическая православная церковь
Апокалиптическая православная церковь (укр. Апокаліптична православна церква) — религиозное течение в христианстве. Возникло в 1920—30-х годах в Винницкой области. Основателем церкви считают уроженца Бердичева, человека по имени Нарцисс, который провозгласил себя Господним пророком Ильёй Крестителем. Апокалиптическая православная церковь в значительной степени модернизировала православную догматику. 
Из таинств признаёт: крещение, исповедь (покаяние), омовение ног, брак, священство (рукоположение, хиротония), приобщение и елеосвящение (соборование).
В организационном плане состоит из полностью автономных в своей деятельности общин, каждая из которых имеет собственного пресвитера, диакона, диакониссу, кассира и ревизионную комиссию. Группу верных Апокалиптической православной церкви возглавляет епископ, посвящает пресвитеров и диаконов. Руководящим органом Апокалиптической православной церкви является епископский совет.
Отдельные общины Апокалиптической православной церкви продолжают действовать на территории Оратовского и Погребищенского районов Винницкой области (4 общины).